# 中央军委国际军事合作办公室美洲大洋洲局
中央军委国际军事合作办公室美洲大洋洲局，位于北京市，是中央军委国际军事合作办公室下属局，负责该办公室美洲、大洋洲业务。

## 沿革
原先国防部外事办公室设有国防部外事办公室美洲大洋洲局。
在深化国防和军队改革中，2016年1月组建中央军委国际军事合作办公室。中央军委国际军事合作办公室新设中央军委国际军事合作办公室美洲大洋洲局。主管中国与美洲、大洋洲国家的军事外交事务。

## 历任领导
| 国防部外事办公室美洲大洋洲局局长 …… - 徐俊平 大校（？—2000年12月） - 涂启明 大校（？—？） - 李际 海军大校（？—？） - 黄雪平 大校（2010年4月—2016年6月） | 国防部外事办公室美洲大洋洲局副局长 - [[]] 大校（？—？） |

| 中央军委国际军事合作办公室美洲大洋洲局局长 1. [[]] 大校（2016年—） | 中央军委国际军事合作办公室美洲大洋洲局副局长 - 王玮 大校（2016年—） |